# Réserve naturelle de Khakassie

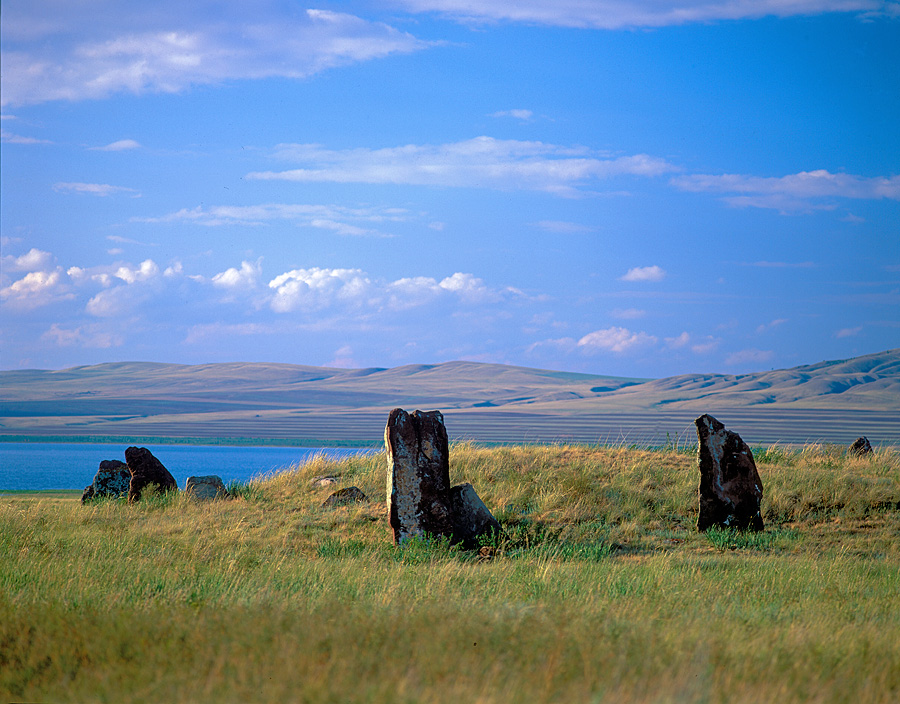

La réserve naturelle de Khakassie (en russe : Хакасский заповедник) est une réserve naturelle de Russie située dans les montagnes et les steppes de Khakassie en Sibérie méridionale. Elle résulte de la fusion en 1999 de deux aires protégées: la réserve naturelle du Tchazy (fondée en 1991) et la réserve naturelle du Petit Abakan (fondée en 1993). Elle s'étend sur 267 565,3 hectares. Plusieurs lieux d'importance s'y trouvent, comme le lac Belio (75 km2), le lac Chira (35 km2), le lac Outkoul (23,2 km2) situés dans le raïon de Chira, l'Oglakhty (zone de collines monocliniques dont le relief est en cuesta) dans le raïon de Bograd, la steppe de Kamyziak dans le raïon d'Oust-Abakan, le Khol-Bogaz (zone de steppe montagneuse de 2 500 hectares), le Petit Abakan (affluent de l'Abakan de 117 km) et le territoire des Lykov (zone où furent découverts des Vieux-Croyants vivant en autarcie depuis trois siècles)

## Faune et flore
On répertorie dans la réserve onze espèces de poissons, trois espèces d'amphibiens, une cinquantaine d'espèces de mammifères, et deux cent-quatre-vingt-quinze espèces d'oiseaux, dont trente-cinq inscrites au livre rouge de Russie des espèces menacées.